# Japán bor

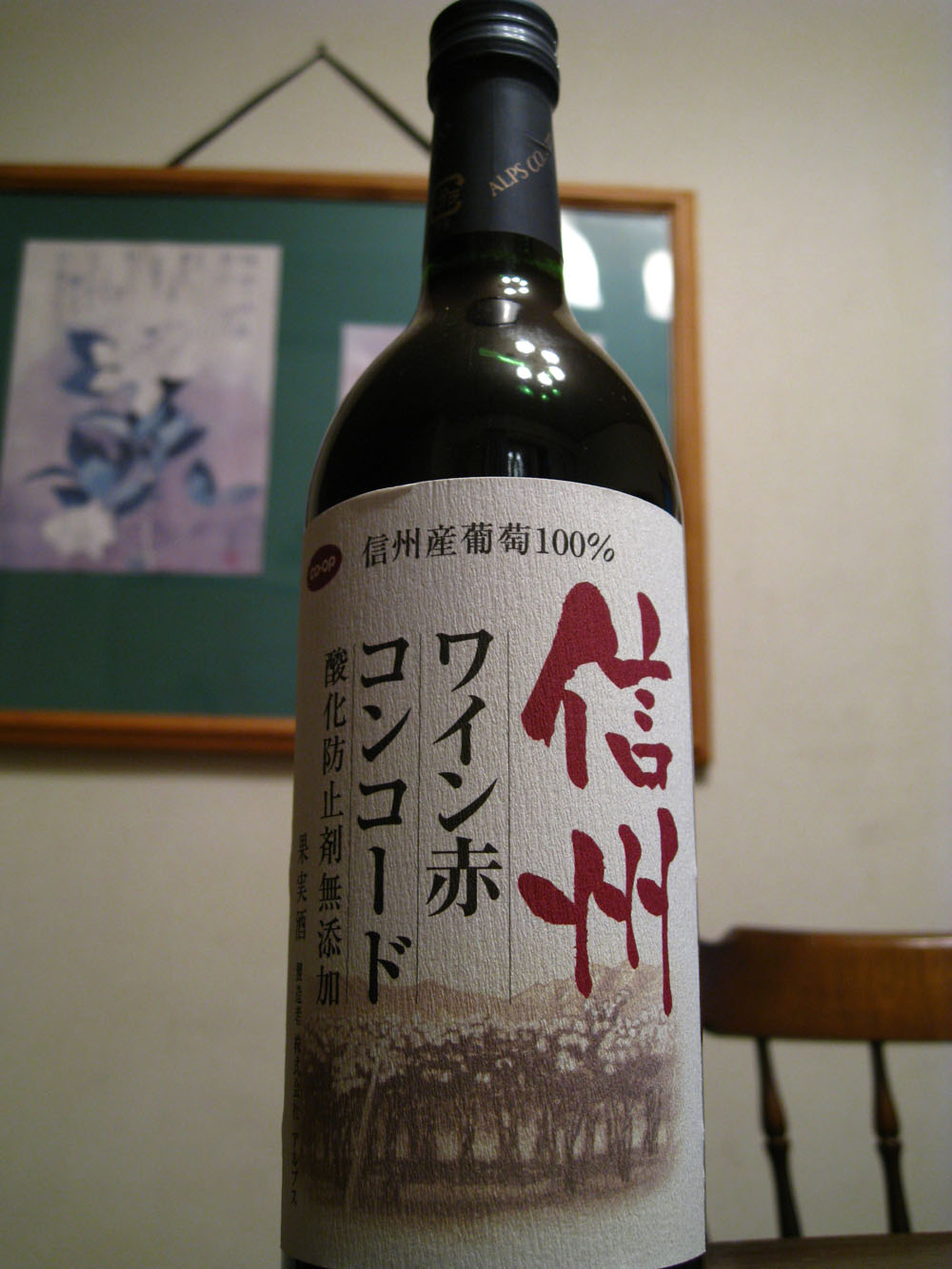
Japán Sinszú bor (信州ワイン) a Nagano prefektúrából

Japánban a jelentősebb borkészítés a 19. század második felében indult meg, a nyugati kultúra elfogadásával a Meidzsi restauráció idején. Japán legfőbb borkészítő régiója a Jamanasi prefektúra, mely 40%-át adja a hazai termelésnek, bár a szőlőművelés és a bortermelés kisebb arányban másutt is előfordul, az északon elhelyezkedő Hokkaidótól kezdve a délen fekvő Mijazaki prefektúráig.

## Története
A legenda szerint Japánban a szőlőtermesztés 718-ban kezdődött meg Kacunumában, a Jamanasi prefektúrában. Az első, pontosan dokumentált borfogyasztásra azonban csak a 16. században került sor Japánban, a jezsuita misszionáriusok érkezésével Portugáliából. Xavéri Szent Ferenc hozott magával ajándékképpen bort a kjúsúi feudális urak számára, a későbbi misszionáriusok pedig folytatták ezt a hagyományt, így a helybéliek megszokva a bor ízét, rendszeresen importálni kezdték az italt. A portugál borokat chintashunak (珍陀酒?) nevezték, összevonva a portugál tinto (japánul csinta) szót, melynek jelentése vörös, és a szeszes ital jelentésű su-t (酒?). Mindazonáltal, mivel a nyugati kultúra lelkes fogadtatása Japánban csak a Meidzsi-kori restaurációtól, vagyis az 1860-as évek második felétől jellemző, a rendszeres hazai bortermelés csak ezután kezdődhetett meg. Az első kísérletre, hogy helyi bort készítsenek, a Jamanasi prefektúrában került sor 1875-ben. Eleinte amerikai szőlőfajták alkották a japán borszőlők nagy részét, azonban egy filoxérafertőzés visszaesést okozott a termelésben. Később csökkent az igény a hazai borok iránt, de minden régióban maradtak meg borászatok. Egészen a második világháború utánig a borkészítés mértéke nem növekedett jelentősen. De összehasonlítva az importált gyümölcspárlatokkal és ömlesztett borokkal, a japán boroknak továbbra is van mit fejlődniük.
A japán ízlésvilágnak köszönhetően a kesernyés és savas ízek eleinte nem arattak nagy sikert. Sokáig cukrokat, mint például mézet adtak a borokhoz, hogy megfelelővé alakítsák az ízüket, vagyis az édes bor (甘口 amakucsi) volt az etalon. Az akkori fogyasztók típusok szerint kategorizálták a bort, mint például Kotobukija Portói Vörös Nap bora (Kotobukiya's (Suntory) Red Sun Port Wine (赤玉ポートワイン Akadama Pōto Wain). Ez a trend az 1970-es évek végéig folytatódott, amikor a bort még mindig alapvetően szőlőlikőrnek tekintették, és csak egy szűk kisebbség importált európai bort.
Az 1970-es és 80-as években fejlődés indult meg a borkészítés terén, és a különböző borszőlőfajták behozatala is megnőtt. Ez a szakemberek kemény munkájának volt köszönhető, és együtt járt azzal, hogy a gazdaságokat elkezdték „pincészeteknek” hívni, valamint elkezdték másolni a nyugati típusú kordonos művelési módokat, miközben európai fajtákra alapozva a különleges rovarellenálló szőlőfajták fejlesztése is megindult. Számos borászat kezdett kiváló borokat termelni tiszta hazai alapokon, melyek kezdtek nemzetközi szinten is elismerő kritikákat kapni. Továbbá, a japán fogyasztók különleges ízlését figyelembe véve, a természetes borok termelése szintén növekedésnek indult.
Ezt követően az importborokra kivetett adók módosítása, a japán táplálkozásmód változása, a polifenol (tanninok) jótékony hatásának felismerése oda vezetett, hogy pár év alatt sikerült elfogadtatni és népszerűvé tenni a jó minőségű, hazai készítésű borokat. 2002-től kezdve a Jamanasi prefektúra vezetésével egy verseny indult meg, melynek fő motívuma, hogy a „japán bor 100%-ban japán szőlőből készül”. Ezen a versenyen az egyéni készítőktől kezdve (vigneron) a konkurens termelőkig bárki részt vehet, de csakis a legjobb minőségű hazai borokkal.
Japán különböző területeinek éghajlati viszonyaihoz igazodva többféle művelési technikát alkalmaznak. Azokon a területeken, ahol nyár folyamán magas a páratartalom, mint például Jamagatában, úgynevezett felemelő bokrosító technikát használnak. Ez a fürtöket 2-3 méterrel a föld szintje fölé emeli, ezzel lehetővé téve a szőlő számára a szellőzést. A magasabb hegyi területeken, például Tocsigiben, ahol sok a napsütés, de a táj erősen tagolt, a borászok a sövényeket a meredek domboldalakra ültetik, hogy a lehető legtöbb napfényt kaphassák, és hogy a szőlőtőkék védve legyenek a nagy havazások okozta károk ellen.

## Ipari struktúra
Viszonylag kevés független bortermelő található Japánban, az ipart a Suntoryhoz, Snaraku, Manns Wine-hoz és Sapporohoz hasonló hatalmas konglomerátumok uralják, olyan kereskedelmi márkákhoz kapcsolódva, mint a Chateau Lion, Delica, és Mercian.
Emellett azonban kisebb, családi vagy városi tulajdonban lévő pincészetek is tettek szert hírnévre, ilyen például a Marufudzsi, Kizan, Kacunuma Jozo, Grace (mind a Jamanasi prefektúrában), Takeda (Jamagata prefektúra) és Cuno (Mijazaki prefektúra).

## Fő bortermelő régiók Japánban
Japánban a legjelentősebb bortermelő régiók Hokkaidó és a Jamanasi prefektúra. A hokkaidói Ikeda város gazdasága az 1960-as évek után egy súlyos csődből állt talpra a szőlő- és bortermelésen alapuló regionális programnak köszönhetően, melyet 20 év alatt képes volt sikerre vinni. Ezt követően minden régió belekezdett a termelés támogatásába, aminek fő háttere az egész országot behálózó „egy falu, egy különlegesség mozgalom” (One Village, One Speciality Movement (一村一品運動 Isson Ippin Undō) volt.
- Hokkaidó: Tokacsi bor (十勝ワイン?), Ikeda. Furano bor (ふらのワイン?), Furano.
- Jamagata prefektúra: Tendō bor (天童ワイン?), Tendó.
- Niigata prefektúra: Ivanohara bor (岩の原ワイン?), Dzsóecu.
- Jamanasi prefektúra: Kacunuma bor (勝沼ワイン?), Kósu. „Rubaijat”, Kósu. 100%-ban hazai szőlő.
- Nagano prefektúra: Sinsū bor (信州ワイン?), Siodzsiri.
- Siga prefektúra: Hitomi bor (ヒトミワイン?), Higasiómi.
- Tocsigi prefektúra： Naszu bor (那須ワイン?), Naszusiobara.
- Kjoto prefektúra: Tanba bor (丹波ワイン?), Kjótanba.
- Oszaka prefektúra: Kavacsi bor (河内ワイン?), Kasiwara and Habikino.
- Hjógo prefektúra: Kobe bor (神戸ワイン?), Kobe

*Mijazaki prefektúra: Aja bor (綾ワイン?), Aja. Cuno bor (都農ワイン?), Cuno.
Jamagatában a második világháború során a hadseregnek állítottak elő nagy mennyiségben bort, hogy gondoskodjanak a katonák étrendkiegészítéséről. Mivel a jamagatai talaj alkalmas a gyümölcstermesztésre, ma ez az egyik otthona számos ismert gyártónak. A közelmúltban Aicsi prefektúra is jelentős bortermelő vidékké nőtte ki magát.

## Japán szőlőfajták
Japán a szőlőfajták széles körét alkalmazza, főleg azokat melyeket Észak-Amerikából importálnak, habár nincsenek szigorúan véve őshonos japán szőlőfajták. Mivel azonban néhány behozott fajta, mindenekelőtt a kósu szőlő évszázadokon keresztül az országban fejlődött, emiatt hazai fajnak tekintik.

### Kósu

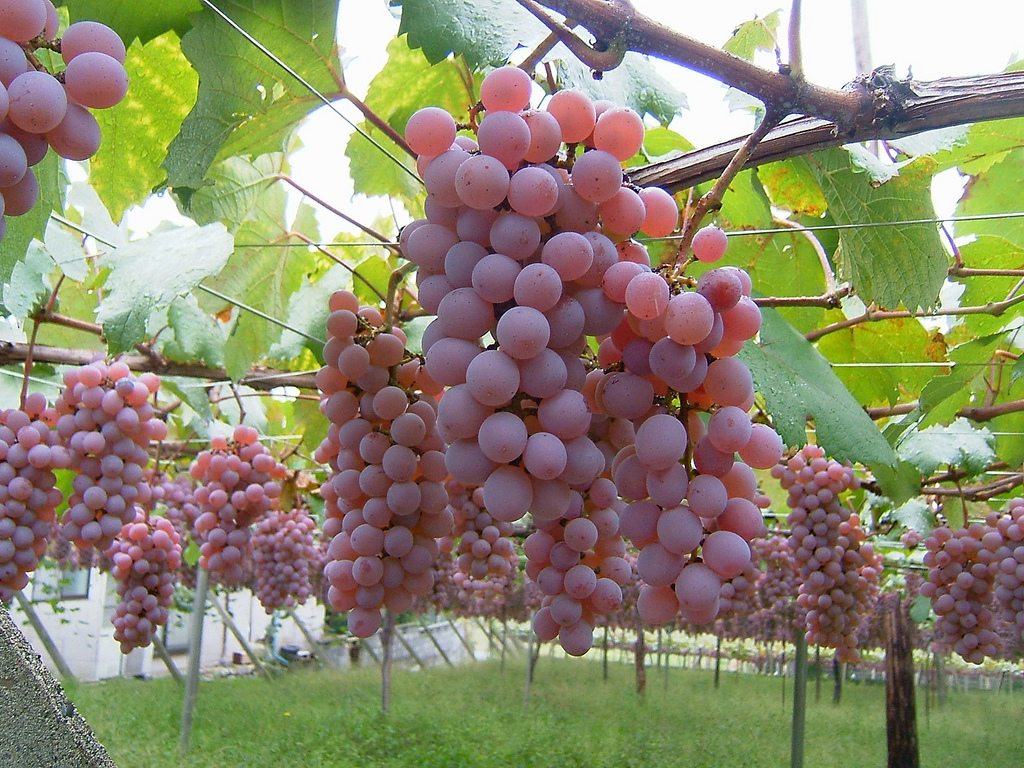
Kosu szőlő

A kósu egy fehér borszőlő, amit elsősorban a Jamanasi prefektúrában termesztenek. Ez a szőlőfajta feltehetőleg abból a fajból fejlődött ki melyet a Selyemúton hoztak be a Kaukázusból, becslések szerint körülbelül 1000 évvel ezelőtt. Ez a szőlő az európai fajokhoz hasonlóan a vitis vinifera családhoz tartozik. A „kósu” szó Jamanasi egy korábbi elnevezése. 
A kósu szőlőből készült borok jellegzetessége a halvány, szalmasárga szín, és a lágy, gyümölcsös, enyhén citrusos és barackos illat. Íze leginkább tisztának, finomnak és frissnek mondható, s így remekül illik a japán konyhához.

### Muscat Bailey A
A Muscat Bailey-A (マスカットべリーA?) egy hibrid vörös szőlőfajta, amit Zenbej Kavakami (川上善兵衛 Kawakami Zenbei?) (1868–1944) fejlesztett ki az Ivanohara pincészetben, a Niigata prefektúrában. Kavakami célja az volt hogy egy olyan borszőlőt hozzon létre, mely alkalmazkodik a japán klímához. Ezt úgy sikerült elérnie, hogy párosította a „Bailey” (ベーリー?) szőlőfajtát a  hamburgi muskotály fajtával, így megalkotva egy vörös borszőlőt, melyet azóta széles körben használnak Japán-szerte. Ugyancsak Kamavaki által kifejlesztett fajta a "Black Queen" (ブラッククイーン?). A Muscat Bailey A jellemzője a kifejezetten aromás szőlőíz. A fajtát elterjedten használják édes (amakucsi) borok készítéséhez. Ugyanakkor az utóbbi években a szárazabb és a hordóban érlelt változatok is fejlődtek. A Muscat Bailey A-t házasítják nyugati fajtákkal, aminek eredménye egy nagyon testes, Bordeaux-i stílusú íz. Más házasítások lágyabb burgundi fajták létrejöttéhez vezettek.

## Eredetmegjelölés
Az eredetmegjelölés (原産地表示 Gensanchi Hyōji?) a Japánban előállított borok megnevezésére kialakított jogi rendszer, hasonlóképpen a francia Appellation d'Origine Contrôlée (AOC) törvényekhez és az amerikai egyesült államokbeli American Viticultural Area (AVA) megjelölésekhez. Japánban a törvényes címkézésnek nincsen országos szervezete, a szőlő származási területétől vagy típusától függetlenül bármit, amit hazailag erjesztenek, fel lehet ruházni a japán bor névvel. emiatt, számos terméken megtalálható a címke, mely szerint a termék japán, habár importált szőlő felhasználásával készült.

## Fordítás
Ez a szócikk részben vagy egészben  a   Japanese_wine című angol Wikipédia-szócikk ezen változatának fordításán alapul.  Az eredeti cikk szerkesztőit annak laptörténete sorolja fel. Ez a jelzés csupán a megfogalmazás eredetét és a szerzői jogokat jelzi, nem szolgál a cikkben szereplő információk forrásmegjelöléseként.